# Sho Kamimura
Sho Kamimura (神村 奨 Kamimura Sho?, nacido el 29 de marzo de 1989 en Kanagawa) es un exfutbolista japonés. Jugaba de delantero y su último club fue el FC Machida Zelvia de Japón.

## Trayectoria

### Clubes
| Club                     | País     | Año  |
| ------------------------ | -------- | ---- |
| Mito HollyHock           | Japón    | 2011 |
| Albirex Niigata Singapur | Singapur | 2012 |
| Shillong Lajong FC       | India    | 2013 |
| FC Machida Zelvia        | Japón    | 2013 |

## Estadística de carrera

### J. League
| Club           | Año   | Liga  | Liga  | Copa J. League | Copa J. League | Total | Total |
| Club           | Año   | Part. | Goles | Part.          | Goles          | Part. | Goles |
| -------------- | ----- | ----- | ----- | -------------- | -------------- | ----- | ----- |
| Mito HollyHock | 2011  | 6     | 1     | -              | -              | 6     | 1     |
| Total          | Total | 6     | 1     | 0              | 0              | 6     | 1     |